# Donker Straße 180 (Mönchengladbach)

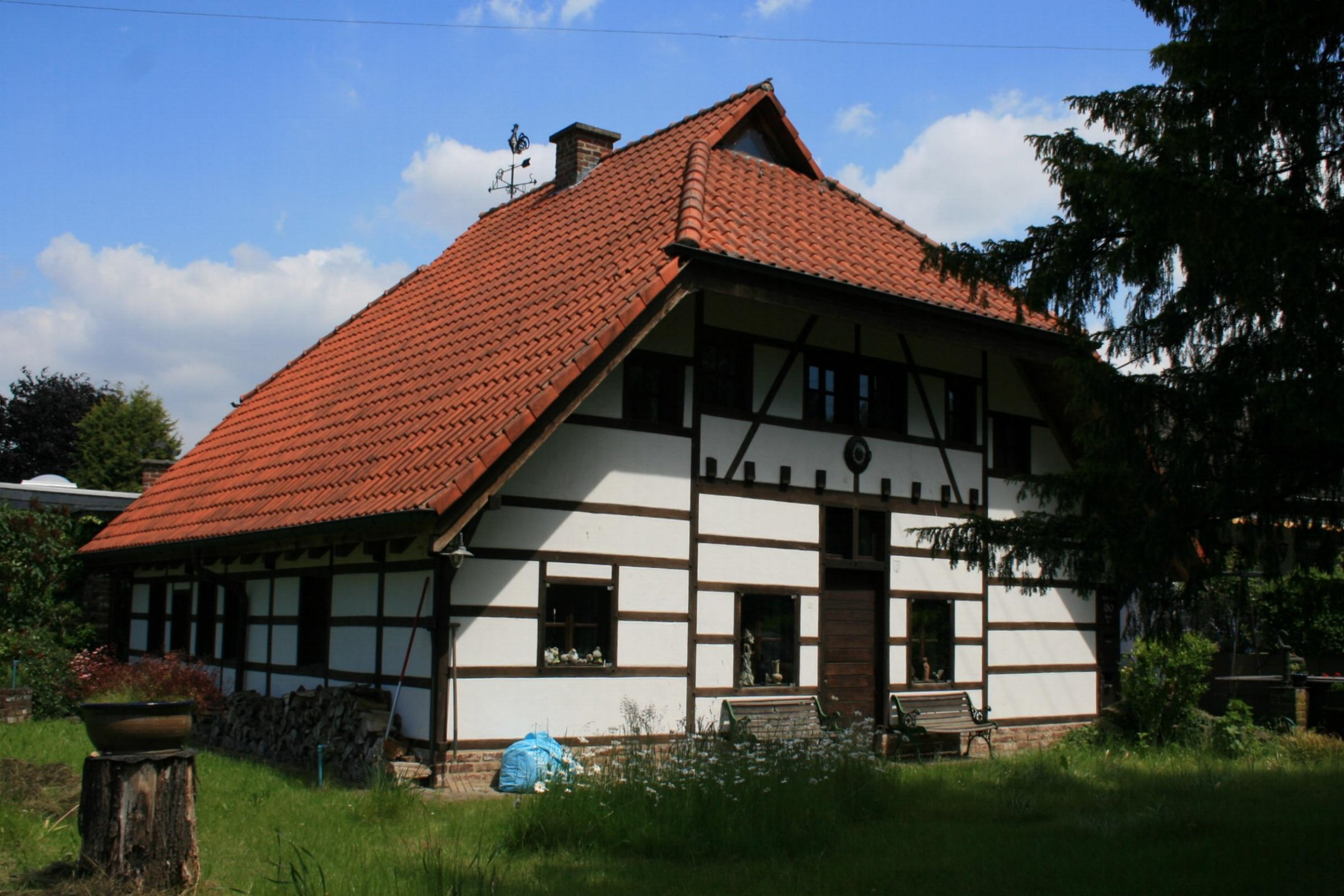
Fachwerkhaus (2010)

Das Fachwerkhaus Donker Straße 180 steht im Stadtteil Bettrath-Hoven in Mönchengladbach (Nordrhein-Westfalen).
Das Gebäude wurde im 18. Jahrhundert erbaut. Es ist unter Nr. D 008 am 2. Juni 1987 in die Denkmalliste der Stadt Mönchengladbach eingetragen worden.

## Lage
Die Donker Straße, 1812 als „Donker Communalweg“ verzeichnet, ist bereits im Mittelalter Hauptdurchgangsweg durch die Donk. Haus Nr. 180 liegt inmitten einer alten, heute nur noch in Restsubstanzen erhaltenen Siedlungsgruppe von Bauernhöfen und Einzelhäusern, die von einem Neubaugebiet mit Einfamilienhäusern umschlossen sind.

## Architektur
Bei dem Objekt handelt es sich um ein im 18. Jahrhundert erbautes, giebelständiges Fachwerkhaus in einer dreischiffigen Konstruktion mit im Giebelbereich ausgebautem Dachgeschoss. Längs aufgeschlossen in sieben Gefachen. Das Krüppelwalmdach ist an beiden Traufseiten bis auf Fensterhöhe des Erdgeschosses abgeschleppt. Das Fachwerk ist durchgängig mit aufgenagelten Brettern betont. Über der Haustüre ein Zifferblatt mit der Inschrift des ehemaligen Besitzers, eines Uhrmachers: 1848 J. P. K. (önes).